# Neritos roseata
Neritos roseata är en fjärilsart som beskrevs av M.Gaede 1928. Neritos roseata ingår i släktet Neritos och familjen björnspinnare. Inga underarter finns listade i Catalogue of Life.